# William de Moraes
William De Moraes (25 novembre 1988) è uno schermidore brasiliano.

## Palmarès
In carriera ha conseguito i seguenti risultati:
- Giochi Panamericani:

Guadalajara 2011: bronzo nella sciabola a squadre.